# Leucoptera auronivea
Leucoptera auronivea là một loài bướm đêm thuộc họ Lyonetiidae. Nó được tìm thấy ở Saint Helena.